# Bram Harrebomée
Abraham (Bram) Harrebomée (Amsterdam, 6 februari 1902 – Weesperkarspel, 3 mei 1947) was een Amsterdamse inspecteur van politie in de jaren dertig en tijdens de Tweede Wereldoorlog. In 1947 werd hij wegens oorlogsmisdaden geëxecuteerd.
Harrebomée was de enige zoon van Pieter Harrebomée (1871-1953) en Wijnanda Susanna Cornelia Boom (1873-1938). Hij trouwde in 1927 met Anna Maria Wolters; in 1931 kregen zij een dochter en in 1932 een zoon. Hij trad in de voetsporen van zijn vader die bij de Amsterdamse gemeentepolitie werkte en daar vanaf 1920 commissaris van politie was.
Bram Harrebomée was gedurende de jaren dertig inspecteur van politie. Binnen het Amsterdamse politiekorps stond hij bekend om zijn extreemrechtse opvattingen. Hij werd in 1933 lid van de NSB, totdat het eind december 1933 voor ambtenaren verboden werd lid te zijn van deze partij. Zijn carrière bij de Amsterdamse politie verliep niet vlekkeloos. In 1938 werd hij gedegradeerd tot wachtcommandant, nadat ontdekt was dat hij aan de pers had gelekt over de invoering van strenge strafmaatregelen door hoofdcommissaris Versteeg.
Kort nadat Nederland door de Duitsers was bezet, werd hij wederom lid van de NSB. Toen Sybren Tulp in april 1941 Versteeg was opgevolgd als hoofdcommissaris in Amsterdam, trok hij Harrebomée aan als tweede inspecteur bij het bureau Inlichtingendienst. Deze dienst werkte in de praktijk direct voor de Sicherheitsdienst (SD) en de Sicherheitspolizei (Sipo) en was onder meer belast met de opsporing van communisten. In mei 1943 werd hij benoemd tot korpschef van de politie in Velsen, waar hij tezamen met burgemeester Tjeerd van der Weide een waar schrikbewind uitoefende bij de opsporing van Joden en onderduikers, en van mensen die ervan verdacht werden lid te zijn van het verzet. Het Bijzonder Gerechtshof nam het hem bij zijn proces in het bijzonder kwalijk dat hij in Koog aan de Zaan een vierjarig jongetje had weggehaald bij een huisarts bij wie het door zijn joodse ouders was ondergebracht. Het kind stierf enkele weken later in kamp Westerbork. Aan het eind van zijn periode in Velsen liet Harrebomée een lijst opstellen van personen die terechtgesteld konden worden als vergelding voor aanslagen van het verzet, waardoor hij betrokken was bij de Silbertanne-moordaanslagen. In mei 1944 kreeg hij een administratieve functie bij het Directoraat-Generaal van Politie te Nijmegen.
Na de oorlog stond hij terecht voor het Bijzonder Gerechtshof te Amsterdam, waar de procureur-fiscaal Nico Sikkel de doodstraf tegen hem eiste. Op 20 januari 1947 veroordeelde het gerechtshof hem conform die eis tot de doodstraf. Nadat een gratieverzoek door koningin Wilhelmina was afgewezen, werd Harrebomée op zaterdag 3 mei 1947 te Weesperkarspel geëxecuteerd.